# Jorma Erkama
Jorma Erkama (till 1929 Berkan), född 11 januari 1912 i S:t Michel, död 31 juli 1986, var en finländsk biokemist. 
Erkama blev student 1929, filosofie kandidat 1934, filosofie magister 1935, diplomingenjör 1938, filosofie licentiat 1947 och filosofie doktor 1949, allt i Helsingfors. Han var laboratorieassistent vid Kemiska forskningsstiftelsen 1940–1948, docent i biokemi vid Helsingfors universitet 1948–1950 och professor 1950–1975. Han skrev Über die Rolle von Kupfer und Mangan im Leben der höheren Pflanzen (akademisk avhandling, 1947), Biokemia I (två band, 1974) och vetenskapliga artiklar inom biokemi. Han invaldes som ledamot av Finska Vetenskapsakademien 1955.